# Lutera luteola
Lutera luteola är en skalbaggsart som beskrevs av John Obadiah Westwood 1875. Lutera luteola ingår i släktet Lutera och familjen Rutelidae. Inga underarter finns listade i Catalogue of Life.